# Héctor Da Ponte
Héctor Da Ponte (Turín, 1879-Asunción, 1956) fue un pintor ítalo-paraguayo cuya trayectoria se desarrolló en Paraguay. Se lo considera uno de los primeros en abordar la temática indigenista en la pintura paraguaya. Su obra incluyó representaciones de pueblos indígenas, escenas épicas, paisajes rurales y retratos de autoridades.

## Primeros pasos
Según Josefina Plá, en su libro Treinta y tres nombres en las artes plásticas paraguayas, Héctor Da Ponte se formó en academias italianas de provincia a finales del siglo XIX, donde el impresionismo tuvo una influencia limitada. Plá señala que su obra refleja la impronta del academicismo posromántico en su temática y estilo.
Da Ponte llegó a Paraguay en la última década del siglo XIX y participó en el desarrollo del ambiente artístico del país durante casi sesenta años, tanto como pintor como docente de bellas artes.

## Trayectoria en Paraguay
Junto con Julio Mornet, Héctor Da Ponte fundó una academia de arte en el Instituto Paraguayo, donde se formaron varios artistas locales.
Pintó obras inspiradas en escenas locales, tanto de carácter natural como histórico. En 1912, participó en una exposición de la Asociación de Artistas Italianos en el Palacio Strozzi de Florencia, donde presentó cuatro cuadros: El Vado, Autorretrato, El tropero y Cacique Tobá, todos con temáticas y paisajes paraguayos.
Algunos críticos consideran que su representación de escenas de la vida cotidiana de comunidades indígenas lo posiciona como uno de los primeros exponentes de la pintura indigenista en Paraguay.
Participó activamente en exposiciones colectivas en Paraguay, incluyendo los Salones de Primavera, y realizó exhibiciones individuales. En 1899, organizó el Primer Salón de Bellas Artes en el país.
Algunas de sus obras, como El Oratorio, Ytapytapunta al atardecer y Río Paraguay, forman parte de la colección del Museo Nacional de Bellas Artes de Asunción.

## Últimos años
Da Ponte se dedicó a la enseñanza de las artes. Según Josefina Plá, al igual que otros pintores de su época, experimentó los efectos del aislamiento cultural en Paraguay, lo que limitó la evolución de su formación académica.
Falleció en Asunción en 1956. Su legado incluye una obra prolífica y la formación de numerosos artistas que posteriormente contribuyeron al desarrollo del arte en Paraguay.

## Amplio espectro temático
Según el crítico de arte paraguayo Ticio Escobar, la obra de Da Ponte abarca una variedad de temas. En Una interpretación de las artes visuales en el Paraguay, Escobar señala que el pintor realizó retratos, como el del expresidente de Paraguay, Emilio Aceval, escenas de batallas como Batalla de Curupayty y Los defensores de la bandera tricolor, además de representaciones costumbristas como Vuelta de la fuente, Idilio campestre y El tropero. También destaca su producción de paisajes, caracterizados por un naturalismo bucólico e idealizado.